# Wake Island (Film)
Wake Island ist ein US-amerikanischer Kriegsfilm aus dem Jahr 1942, der die Schlacht um Wake Island im Zweiten Weltkrieg zum Thema hat.

## Handlung
Im Juni 1941 haben zwei Einheiten des US Marine Corps das Wake-Atoll zwischen Hawaii und den Nördlichen Marianen besetzt. Die eine Einheit ist die 211. Marine Fighting Squadron der Marine Aircraft Group 21, die andere ist eine Abteilung des 1. Verteidigungs-Bataillons. Bis Ende Oktober werden die Einheiten mit Waffen und Munition ausgerüstet. Insgesamt stehen 385 Soldaten bereit.
Der neue kommandierende Offizier für die Instandhaltung und Baumaßnahmen ist der Zivilist Shad McCloskey. Der dem Militär gegenüber skeptische McCloskey überwacht die Errichtung von Bombenunterständen. Obwohl es innerhalb der Mannschaftsteile viele unterschiedliche Nationalitäten gibt, herrscht eine gute Kameradschaft. Am 7. Dezember 1941 macht sich ein japanischer Diplomat nach einem Besuch auf Wake Island auf den Weg nach Washington. Am selben Morgen erfolgt der japanische Angriff auf Pearl Harbor. Auch Wake wird angegriffen. Vier amerikanische Flugzeuge müssen sich gegen 24 japanische Maschinen wehren. Die Japaner ziehen sich nach schweren Verlusten zurück. Die verbliebenen Zivilisten werden per Flugzeug in die Staaten evakuiert.
Zwischen McCloskey und dem Kommandanten Major Caton kommt es zu einem tieferen Verständnis füreinander. McCloskey akzeptiert nun Befehle von Caton, Schützengräben auszuheben. Caton muss dem Piloten Cameron mitteilen, dass dessen Frau bei dem Angriff auf Pearl Harbor ums Leben gekommen ist. Als japanische Schlachtschiffe in Sicht kommen, lässt Caton erst auf sie feuern, als sie nahe herangekommen sind. So können viele der Feindschiffe versenkt bzw. beschädigt werden. Cameron meldet sich freiwillig und greift alleine ein Schlachtschiff an, das er durch einen direkten Treffer manövrierunfähig machen kann. Seine Maschine wird durch japanischen Beschuss beschädigt, doch er kann mit knapper Not sicher landen. Er ist allerdings so schwer verletzt, dass er kurz darauf stirbt.
Die Japaner haben mittlerweile die nahen Gilbertinseln eingenommen. Schweres Artilleriefeuer geht auf Wake Island nieder. Fünf Tage lang werden acht Angriffe abgewehrt. Caton sendet am 21. Dezember einige der Männer auf Weihnachtsurlaub heim. Ebenso wird ein vollständiger Bericht über die Kämpfe und ein persönlicher Brief an seine Tochter verschickt.
Als der einzige verbliebene Pilot getötet wird und auch das Munitionsdepot vernichtet ist, fordern die Japaner die Kapitulation. Caton weigert sich. Die Japaner beginnen am 23. Dezember 1941 mit der Invasion der Insel, die keiner der Amerikaner überlebt.

## Kritiken
Bosley Crowther von der New York Times schrieb, der Film vermittele in ernster Weise die Verluste, die die Ledernacken zu zahlen hatten. In harschen und bitteren Details werde die unsterbliche Tapferkeit der kleinen Marinegarnison erzählt.

## Auszeichnungen
1943 wurde der Film in den Kategorien Bester Film, Beste Regie (John Farrow), Bester Nebendarsteller (William Bendix) und Bestes Originaldrehbuch (W. R. Burnett und Frank Butler) für den Oscar nominiert.
John Farrow gewann den NYFCC-Award des New York Film Critics Circle als bester Regisseur.

## Hintergrund
Die Premiere des Films fand am 11. August 1942 statt.
Gedreht wurde die Produktion der Paramount Pictures in San Diego und am Saltonsee in der Colorado-Wüste. Das Studio begann die Dreharbeiten, noch bevor der wirkliche Kampf um das Atoll begann.
Der Film ist einer von über 700 Paramount-Filmen, die zwischen 1929 und 1949 gedreht wurden, und deren Fernsehrechte 1958 von Universal Pictures gekauft wurden.
Im Film wird dargestellt, dass die US-Soldaten und ihr Kommandeur den Kampf nicht überleben. In Wirklichkeit haben die US-Truppen unter Commander Winfield S. Cunningham nach der ersten Invasionswelle kapituliert.
Wake Island gilt als einer der ersten US-Kriegsfilme über den Zweiten Weltkrieg mit Schlachtszenen.